# Auf die stürmische Art
Auf die stürmische Art ist eine US-amerikanische romantische Komödie von Bronwen Hughes aus dem Jahr 1999. 

## Handlung
Der unter Flugangst leidende Ben Holmes aus New York City besteigt ein Flugzeug nach Savannah. Dort will er seine Verlobte Bridget heiraten, aber ihn plagen zunehmend Zweifel an der Ehe. Im Flieger lernt er die 27-jährige exzentrische und spontane Sarah Lewis kennen. Sarah ist unterwegs, um ihr zehnjähriges Kind zu besuchen, hat aber Angst davor, weil sie ihr Kind eine lange Zeit nicht gesehen hat.
Es gibt Turbulenzen, als beim Start eine Möwe in die Turbine des Flugzeuges gerät. Der Start wird abgebrochen, und Ben will keinen Fuß mehr in ein Flugzeug setzen. Ben und Sarah reisen von da an zusammen in einer chaotischen Odyssee per Auto, Bus und Zug nach Savannah. Der etwas verkrampfte Ben ist von Sarah angezogen und will ihretwegen die Hochzeit absagen. Am Ende entscheidet er sich doch, Bridget zu heiraten, und Sarah trifft ihr Kind.

## Kritiken
Die Zeitschrift TV Movie 10/1999 lobte das Drehbuch und die Spezialeffekte, Cinema 5/1999 bezeichnete den Film als munter, film-dienst 9/1999 beschrieb ihn als am Reißbrett entworfen und vorhersehbar. In TV Spielfilm 10/1999 wurde die Regie gelobt. epd Film 5/99 schrieb: „… dank der Besetzung zwar einigermaßen geglückt, bleibt aber allzu verwechselbar. Hollywood-Konfektion mit drei schimmernden Pailletten.“ Rotten Tomatoes stellte eine positive Bewertung von 46 %, basierend auf 65 Kritiken fest.

## Auszeichnungen
- Ben Affleck gewann einen Blockbuster Entertainment Award; Sandra Bullock, Steve Zahn und Maura Tierney waren ebenfalls nominiert.
- Sandra Bullock gewann einen Teen Choice Award.
- Sandra Bullock und Ben Affleck waren jeweils für einen Kids´ Choice Award nominiert.

## Trivia
- Der Flughafen am Anfang des Films soll LaGuardia in New York sein, es handelt sich jedoch um den Flughafen Washington Dulles in Virginia.
- Die Fahrt auf der Insel am Ende des Filmes soll auf Hawaii sein, die Schauspieler befanden sich jedoch in Trunk Bay, Virgin Islands.